# Terence Sanders
Terence Robert Beaumont Sanders (2. juni 1901 - 6. april 1985) var en britisk roer og olympisk guldvinder, født i Irland.
Sanders studerede på University of Cambridge og deltog i 1923 i det traditionsrige Oxford vs. Cambridge Boat Race på Themsen.
Sanders vandt en guldmedalje for Storbritannien ved OL 1924 i Paris i disciplinen firer uden styrmand. Bådens øvrige besætning var Maxwell Eley, James MacNabb og Robert Morrison. Den britiske båd sikrede sig guldmedaljen efter en finale, hvor Canada vandt sølv mens Schweiz fik bronze. Det var den eneste udgave af OL han deltog i.

## OL-medaljer
- 1924:  Guld i firer uden styrmand